# Ренар, Иван Карлович
Иван Карлович Ренар (25 сентября 1839 — 19 января 1907, Санкт-Петербург) — товарищ министра народного просвещения Российской империи в 1904—1905 годах, сенатор.

## Биография
Римско-католического вероисповедания. Происходил из потомственных дворян Московской губернии. Сын директора зоологического музея Московского университета Карла Ивановича Ренара и жены его Мелании Никитичны Аскархановой (1816—1884).
Окончил 3-ю Московскую гимназию с золотой медалью (1856) и Московский университет (1860).
По окончании университета поступил на службу в Государственную канцелярию. В 1866 году был назначен помощником статс-секретаря Государственного совета по отделению государственной экономии. 8 мая 1892 года назначен членом совета министра народного просвещения. В разные годы принимал деятельное участие во многих комиссиях министерства. 1 января 1896 года произведен в тайные советники за отличие по службе.
В 1864 году явился одним из учредителей Российского общества покровительства животным. Кроме того, состоял действительным членом Петербургского собрания сельских хозяев, действительным членом Русского географического общества, почетным членом Московского общества испытателей природы, а также почетным членом Русского технического общества.
30 августа 1904 года назначен товарищем министра народного просвещения, неоднократно управлял министерством за отсутствием министра. 16 ноября 1905 года назначен сенатором.
Скончался в 1907 году. Похоронен на Новодевичьем кладбище. Был женат на Серафиме Германовне Гизетти (1842—1917), дочери сенатора Г. А. Гизетти.

## Награды
- Орден Святого Станислава 1-й ст. (1883)
- Орден Святой Анны 1-й ст. (1886)
- Орден Святого Владимира 2-й ст. (1889)
- Орден Белого Орла (1899)
- Орден Святого Александра Невского (1 января 1905)